# Nationalstraße 6 (Kambodscha)
Der National Highway 6 (NH 6) ist eine von acht National-Fernstraßen in Kambodscha und Teil des Asian Highways 11 (AH 11), die in der Mitte und nördlich des Landes liegt. Ein Teil der Straße bildet eine Ost-West-Route nördlich des Tonle-Sap-Sees und führt von Phnom Penh nach Sisophon. Das wichtigste Ziel auf dem Weg ist Siem Reap, wo sich Angkor Wat befindet. Die Fernstraße ist mit einer Länge von 515 Kilometern die längste des Landes.

## Straßenbeschreibung
Die Nationalstraße beginnt in Phnom Penh an der Chroy-Changva-Brücke am Westufer des Tonle Sap Flusses. Die Straße führt über eine Landzunge, die den Fluss Tonle Sap vom Mekong trennt und verläuft weiter am Westufer des Mekongs durch flache Gebiete. In der Kleinstadt Skuon führt der NH 6 nach Norden, und dem National Highway 7 geht weiter nach Osten in Richtung Laos. Der Abschnitt von Phnom Penh bis Skuon hatte vormals die Bezeichnung 6A, sie findet nur noch informell Verwendung. Der NH 6 ist gut ausgebaut und führt durch flache landwirtschaftliche Flächen mit Reisfeldern. Auf halber Strecke liegt die Stadt Kampong Thom, die ein paar tausend Einwohner zählt. Letztendlich ist Siem Reap das wichtigste Touristenziel in Kambodscha. Dort sind die Ruinen und Tempel von Angkor zu finden. Die Fernstraße führt dann etwa 110 Kilometer weiter und endet in Sisophon am National Highway 5, der weiter zur Landesgrenze nach Thailand führt.

## Geschichte
Der NH 6 ist eine wichtige Straße, nicht nur wegen ihrer Verbindung zwischen der Hauptstadt Phnom Penh und Siem Reap, sondern vor allem wegen des Tourismus um Siem Reap, sowohl des Tonle-Sap-Sees als auch der Tempel und Ruinen von Angkor. Die Straße wurde in den letzten Jahren ausgebaut, vor allem im Jahr 2016 wurden viele Aktivitäten durchgeführt, um die Straße zu erweitern und neu zu asphaltieren.